# Albertinen Krankenhaus

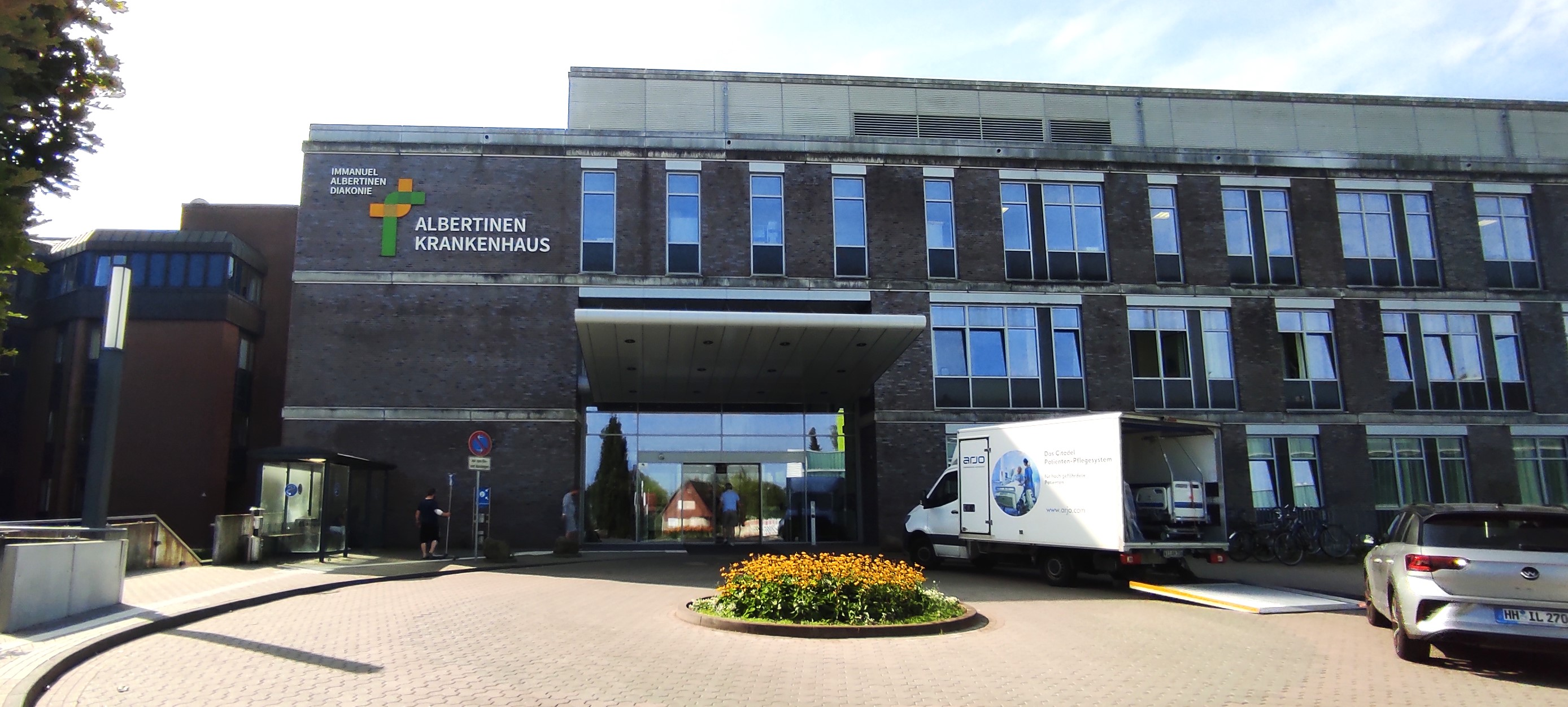
Albertinen Krankenhaus in Hamburg-Schnelsen

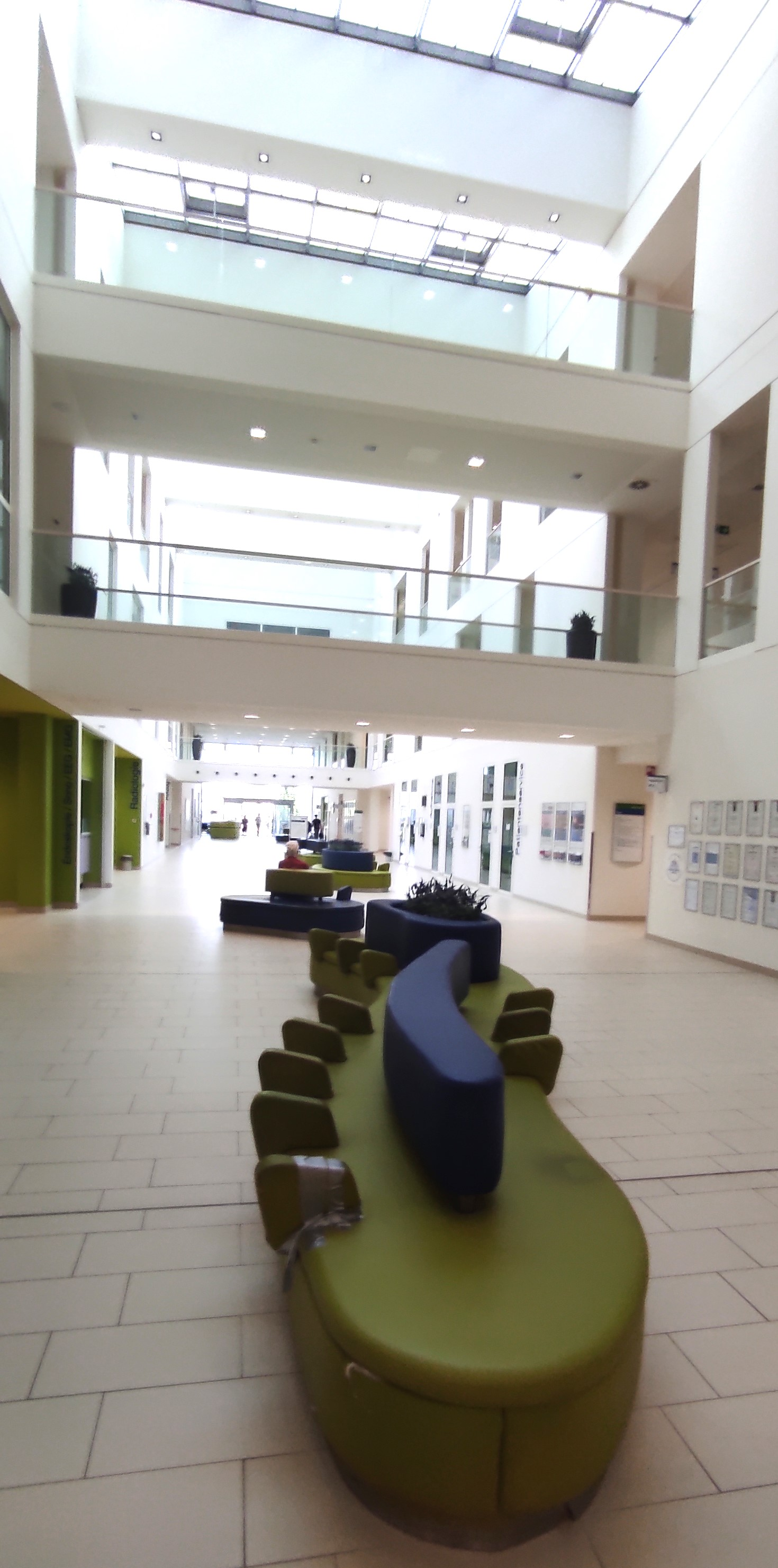
Albertinen Krankenhaus Eingangshalle

Das Albertinen Krankenhaus befindet sich im Hamburger Ortsteil Schnelsen in der Süntelstraße. Es ist ein Akademisches Lehrkrankenhaus des Universitätsklinikums Hamburg-Eppendorf. Betrieben wird das Krankenhaus seit 2019 von der Immanuel Albertinen Diakonie, einem Zusammenschluss des Hamburger Albertinen Diakoniewerkes und der Berliner Immanuel Diakonie. Das Albertinen Krankenhaus ist das größte freigemeinnützige Krankenhaus Hamburgs. Jährlich werden in dem Akademischen Lehrkrankenhaus der Medizinischen Fakultät der Universität Hamburg rund 68.000 Patientinnen und Patienten ambulant und stationär versorgt.

## Geschichte
Am 1. Mai 1907 gründete die baptistische Oberin Albertine Assor mit acht Schwestern und wenig Geld den Diakonissenverein Siloah – einen ambulanten Pflegedienst. Ein weiteres Betätigungsfeld war dann ein Heim für junge erwerbstätige Mädchen. 1927 pachteten die Albertinen-Schwestern ihr erstes Krankenhaus „Am Weiher“, später kamen zwei weitere Krankenhäuser hinzu. 1940 wurde der Verein umbenannt in Albertinen-Haus, Mutterhaus für Evangelische Diakonie und Krankenanstalten e.V. Seit 1986 heißt er Albertinen-Diakoniewerk e.V. 1964 wurde in Hamburg-Schnelsen das Albertinen Krankenhaus mit zunächst 210, später 420 Betten errichtet. Der neue Funktionstrakt des Albertinen Krankenhauses war die größte Baumaßnahme in der Geschichte des Krankenhauses und ging im Mai 2014 in Betrieb. Heute hat das Krankenhaus 770 Betten.

## Ausstattung, Behandlungen
Die Behandlungsschwerpunkte des Albertinen-Krankenhauses sind: Herz und Gefäße (Albertinen Herz- und Gefäßzentrum) inkl. Herzchirurgie, Kardiologie, Kardioanästhesie, Departments für die perkutane Behandlung von Herzklappenerkrankungen, Herzinsuffizienz und Devicetherpie, Elektrophysiologie, Gefäß- und endovaskuläre Chirurgie, Geburtshilfe (Neonatologie in Kooperation mit dem Altonaer Kinderkrankenhaus, Elternzentrum und Beleghebammen, jährlich mehr als 3.000 Geburten), Gynäkologie inkl. zertifiziertem Brustzentrum, interdisziplinärem Myomzentrum und zertifiziertem Endometriosezentrum Stufe III, Orthopädie, Unfallchirurgie inkl. Zentrum für Alterstraumatologie, Viszeralmedizin (Behandlung gut- und bösartiger Erkrankungen des Verdauungstraktes) mit Gastroenterologie und Allgemein-, Viszeral und Tumorchirurgie inkl. zertifiziertem koloproktologischem Zentrum, Geriatrie und Gerontologie (im Albertinen-Haus), Schlaganfall (mit zertifizierter Stroke Unit) und Neurologischer Frührehabilitation, Urologie und Uroonkologie, Intensiv- und Notfallmedizin, Psychiatrie und Psychotherapie.

### Geburtshilfe
Das Albertinen Krankenhaus gehört zu den leistungsfähigsten Geburtskliniken Hamburgs. Im Geburtszentrum der Klinik für Gynäkologie und Geburtshilfe im Albertinen Krankenhaus wurde die Anzahl der Geburten von 1850 im Jahr 2009 auf 3174 Geburten im Jahr 2019 gesteigert. In den Monaten Mai und Juni 2020 kamen im Albertinen Krankenhaus 566 Neugeborene zur Welt. Mit 256 Geburten im Mai und 298 im Juni war das Albertinen Krankenhaus in diesen Monaten damit die Nummer 1 unter den Geburtskliniken in Hamburg. Im ersten Halbjahr 2020 wurden im Geburtszentrum des Albertinen Krankenhauses bei 1594 Geburten (1. Hj. 2019: 1579) 1619 Kinder (1. Hj. 2019: 1589) entbunden. Das Haus verfügt über sechs Kreißsäle. In unmittelbarer Nähe des Kreißsaalbereichs und der Wochenstation befindet sich eine neonatologische Intensivstation mit acht Betten. Diese wird vom Altonaer Kinderkrankenhaus betrieben.